# Дружинин, Николай Иванович
Николай Иванович Дружинин (1908—1979) — лейтенант Советской Армии, участник Великой Отечественной войны, Герой Советского Союза (1943).

## Биография
Николай Дружинин родился 19 декабря 1908 года в селе Архангельское-Кобылино Арзамасского уезда (ныне — Шатковский район Нижегородской области) в семье крестьянина. После окончания сельской школы работал штукатуром в посёлке Кинель. В 1942 году Дружинин был призван на службу в Рабоче-крестьянскую Красную Армию. С января того же года — на фронтах Великой Отечественной войны. Принимал участие в боях на Юго-Западном, Центральном, 1-м и 4-м Украинских фронтах. Участвовал в Острогожско-Россошанской операции, Курской битве, Черниговско-Припятской операции. К сентябрю 1943 года красноармеец Николай Дружинин был стрелком 310-го стрелкового полка 8-й стрелковой дивизии 13-й армии Центрального фронта. Отличился во время битвы за Днепр.
22 сентября 1943 года Дружинин в составе передового отряда переправился через Днепр в районе деревень Гдень и Чикаловичи Брагинского района Гомельской области Белорусской ССР и принял активное участие в захвате плацдарма на западном берегу реки. Во время одного из последующих боёв Дружинин с тремя бойцами захватил вражескую штабную машину, в которой были важные документы.
Указом Президиума Верховного Совета СССР от 16 октября 1943 года за «мужество и героизм, проявленные при форсировании Днепра и в боях на захваченном плацдарме» красноармеец Николай Дружинин был удостоен высокого звания Героя Советского Союза с вручением ордена Ленина и медали «Золотая Звезда» за номером 2058.
В 1944 году Дружинин окончил курсы младших лейтенантов. Участвовал в Карпатско-Ужгородской, Западно-Карпатской, Моравско-Остравской, Пражской операциях. В 1946 году в звании лейтенанта Дружинин был уволен в запас. Проживал в Куйбышеве, работал штукатуром, затем бригадиром рабочих-отделочников. В 1959 году вышел на пенсию. Умер 11 сентября 1979 года.
Был также награждён орденами Красной Звезды и «Знак Почёта», рядом медалей.